# 애머릴로 고릴라스
| 애머릴로 고릴라스       |                                                                       |
| 콘퍼런스                | 서던 콘퍼런스 (2007년~2010년)                                         |
| 디비전                  | 노스웨스트 디비전 (2001년~2003년) 사우스웨스트 디비전 (2003년~2007년) |
| 설립연도                | 1996년 2001년(CHL 가입)                                               |
| 해체연도                | 2010년                                                                |
| 역사                    | 애머릴로 래틀러스 (1996년~2002년) 애머릴로 고릴라스 (2002년~2010년)   |
| 경기장                  | 애머릴로 시빅 센터                                                    |
| 연고지                  | 텍사스주 애머릴로                                                     |
| 상징색                  | 검정, 빨강, 하양                                                      |
| 정규시즌 우승           | -                                                                     |
| 콘퍼런스 우승           | -                                                                     |
| 디비전 우승             | -                                                                     |
| 레이 미론 프레지던트 컵 | -                                                                     |
| 영구 결번               | -                                                                     |

애머릴로 고릴라스(Amarillo Gorillas)는 미국 텍사스주 애머릴로를 연고지로 하는 2001년부터 2010년까지 CHL 소속 아이스 하키팀이 있었다.

## 역대 홈경기장
| 경기장                              | 사용기간      | 수용인원 | 장소              | 비고 |
| ----------------------------------- | ------------- | -------- | ----------------- | ---- |
| 애머릴로 래틀러스/애머릴로 고릴라스 |               |          |                   |      |
| 애머릴로 시빅 센터                  | 1996년~2010년 | 6,670명  | 텍사스주 애머릴로 | 빈칸 |